# Glöckner

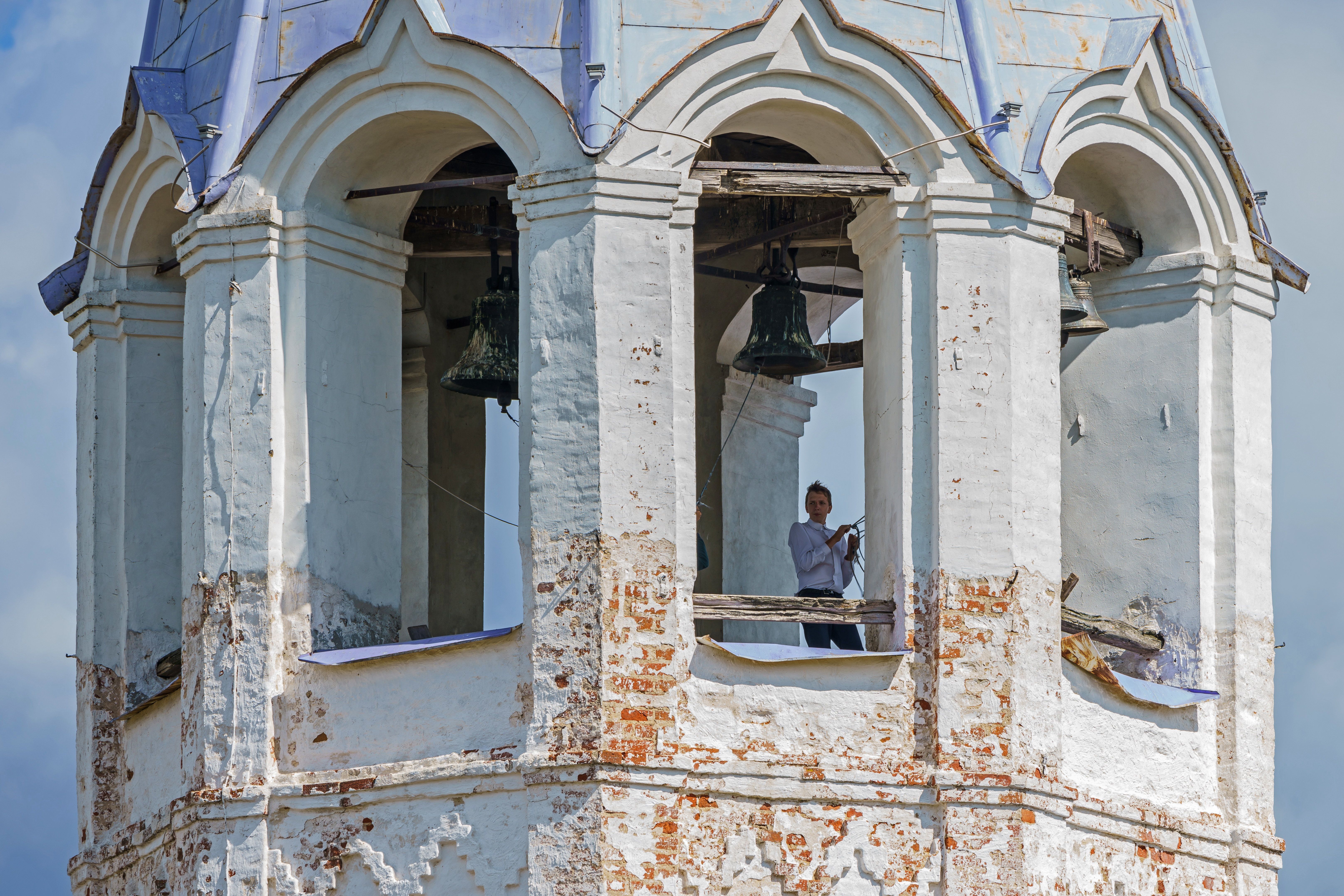
Ein Glöckner bei der Arbeit in Palech, Russland

Ein Glöckner (veraltet, lat. Campanarius) ist eine Person, deren Aufgabe es ist, die Kirchenglocken einer Kirche zu läuten.
Diese Aufgabe wird heutzutage von den Küstern bzw. Mesnern wahrgenommen. Dies geschieht heute jedoch meist nicht mehr durch Ziehen des Glockenseils, sondern mittels einer elektrischen Steuerung, die manuell oder automatisch eingeschaltet wird.
Fast alle Glöckner arbeiten, wie auch in früherer Zeit, ehrenamtlich. Der Höhepunkt einer Glöckner-Karriere ist im Wesentlichen die Ausübung der traditionellen Arbeit während eines offiziellen Gottesdienstes. Glockenklang hatte in der Geschichte aber auch verschiedene Funktionen, wie Ehren-, Schand-, Sturm-, Feuer-, Feierabend-, Bet-, Armesünder- und weiteres Glockenläuten. Dabei war das Glockenläuten auch von öffentlich-rechtlichen Belangen und in Rechtsordnungen geregelt. Missbrauch von Signalen stand unter Strafe. Die einzelnen Läutzeichen konnten dabei regional sehr unterschiedlich sein. Die Pausen, Anzahl und Stärke der Läutzeichen konnten nach Ort variieren. Der Glöckner hatte damit kirchliche wie weltliche Verantwortung zu tragen.
Gerade in kleineren Gemeinden wurde der Dienst des Glockenläutens auch von Jungen übernommen, den sogenannten „Läutejungen“.
Bekannt wurde der Beruf durch den Roman Der Glöckner von Notre-Dame von Victor Hugo bzw. seine Adaptierung für Film und Musical.